# Karl Schmidt-Hellerau
Karl Camillo Schmidt-Hellerau (Zschopau, 1º febbraio 1873 – Hellerau, 6 novembre 1948) è stato un ebanista e imprenditore tedesco, fabbricante di mobili, riformatore sociale e fondatore della prima città giardino tedesca, Hellerau.

## Biografia
Dopo il suo apprendistato come falegname nella sua città natale (adottò il nome composto Schmidt-Hellerau solo nel 1938) lavorò come operaio in città tedesche e del nord Europa, tra cui Copenaghen, Karlskrona, Göteborg, Londra, Brema e Berlino. Durante il suo apprendistato in Inghilterra, ebbe modo di conoscere la produzione meccanica in serie di mobili utilizzando componenti prefabbricati.
Nel 1898 fondò la sua Bau-Möbelfabrik und Fabrik kunstgewerblicher Gegenstände ("fabbrica di mobili da costruzione e  artigianato") a Laubegast, che presto operò sotto la Dresdner Werkstätten für Handwerkskunst Schmidt & Engelbrecht (dal 1899 ...Schmidt & Müller). Era un sostenitore del movimento di riforma della vita. Ciò si rifletteva, tra l'altro, nel fatto che c'era un'atmosfera cordiale nella sua fabbrica e che Karl Schmidt cercava di formare ulteriormente i suoi lavoratori culturalmente e artisticamente. Per le sue idee estetiche e tecniche, il suo amico, l'artigiano e uomo d'affari berlinese Richard L.F. Schulz, lo chiamava "Holz-Goethe".
Assunse artisti e artigiani per progettare mobili in serie e oggetti di uso quotidiano. Gli artisti ricevevano una quota del ricavato delle vendite e i loro nomi erano presenti nei cataloghi dei prodotti, cose entrambe insolite all'epoca. Tra gli altri, si avvalse della collaborazione di artisti di fama internazionale come Charles Rennie Mackintosh e Mackay Hugh Baillie Scott. Dal 1902 lavorò anche con l'artista e architetto di Monaco di Baviera Richard Riemerschmid. Nel 1910 Karl Schmidt si sposò, in seconde nozze, con Frieda Riemerschmid (1878–1917), sorella di Richard.
All'Esposizione d'arte tedesca, svoltasi nel 1899 nel Palazzo delle Esposizioni Municipali di Dresda, presentò arredi per la casa completi e le sue officine furono l'unica azienda di Dresda ad essere invitata all'Esposizione mondiale del 1900 a Parigi, dove furono premiati i suoi mobili che si aggiudicarono tre medaglie di bronzo.
Negli anni 1904 e 1905, Richard Riemerschmid progettò i cosiddetti mobili per macchine: mobili moderni e dal design funzionale la cui forma e funzione erano esemplari in termini di produzione a misura. I mobili erano composti da una serie di elementi tipici, potevano essere combinati in molti modi ed essere prodotti in gran numero. Il programma si chiamava Dresdner Hausgeräte. I mobili potevano essere smontati e rimontati facilmente, così da poter essere trasportati al cliente e spediti anche in modo salvaspazio. Dal 1912/1913 il tipo di mobili venne integrato da disegni di altri artisti e da allora il prodotto venne offerto con il nome del programma Deutsches Hausgeräte.

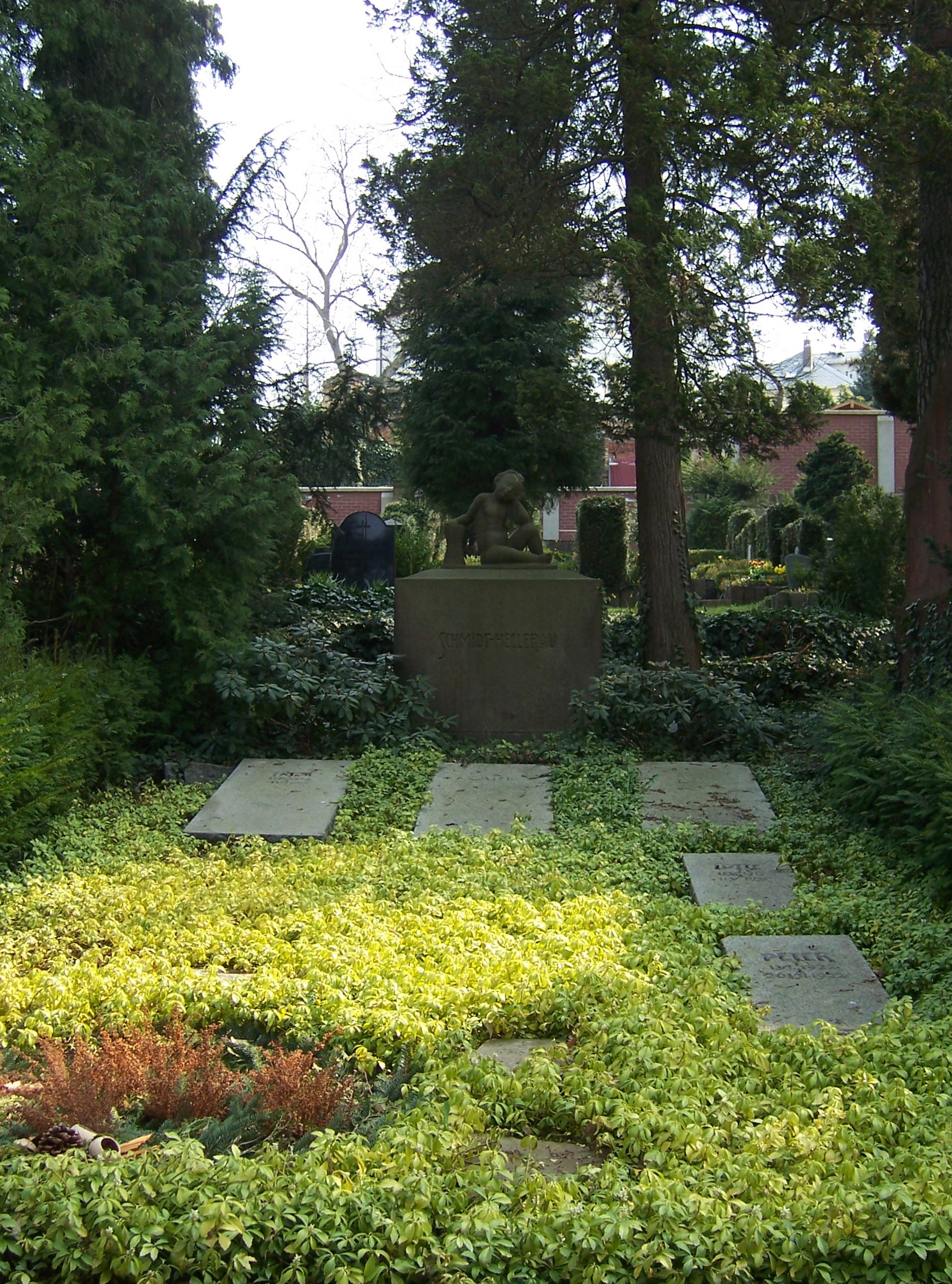
La tomba di Karl Schmidt-Hellerau nel Vecchio cimitero di Dresda-Klotzsche

Nel 1907 Karl Schmidt unì la sua attività con i laboratori di Monaco per l'arredamento della casa (Karl Bertsch, Adelbert Niemeyer, Willy von Beckerath). La nuova società si chiamava Deutsche Werkstätten für Handwerkskunst GmbH Dresden und München (convertita in AG nel 1913). Al fine di ottimizzare la produzione, venne progettato un nuovo edificio industriale. Per motivare maggiormente i dipendenti decise che avrebbero dovuto trovare casa vicino al nuovo stabilimento e avere condizioni di vita migliori del solito in quel momento. Il risultato fu l'istituzione della prima città giardino della Germania, Hellerau, un insediamento riformato alla periferia settentrionale di Dresda.
Schmidt fu ispirato dalle idee di riforma della vita, dal movimento inglese Arts and Crafts e dal movimento delle città giardino fondato da Ebenezer Howard. L'acquisto dei terreni per la nuova fabbrica e l'insediamento avvenne nel 1906 e nello stesso anno iniziò la fase di ideazione. Schmidt incaricò Richard Riemerschmid di elaborare un piano generale per lo sviluppo. Nel giugno 1909 ebbe luogo la cerimonia di inaugurazione. Già nel 1910, la produzione veniva svolta nei laboratori tedeschi di artigianato di nuova costruzione a Hellerau e vi si stabilirino i primi residenti.
Karl Schmidt fu uno dei principali iniziatori e padri fondatori del Deutscher Werkbund, fondato nel 1907.
Altri importanti sviluppi di mobili furono il programma di mobili tipo Die billige Wohnung (edilizia economica) nel 1926/1927 (progettato dall'architetto di Stoccarda Adolf Gustav Schneck) e nel 1935 il programma di mobili aggiuntivi Die wachsende Wohnung di Bruno Paul, anch'esso prodotto dopo la seconda guerra mondiale fino al 1958 circa.
Nel 1930 l'attività fu chiusa per un breve periodo a causa della crisi economica globale, ma conobbe una ripresa negli anni 1930. Nel 1938 la città di Dresda gli diede il nome onorario Schmidt-Hellerau. Dopo il 1939, Karl Schmidt fu coinvolto nella realizzazione di ordini di armamenti, che portarono all'esproprio e allo smantellamento della fabbrica Hellerau nel 1946. Non visse abbastanza per vedere la ricostruzione.

## Citazioni
Nel 1898 Karl Schmidt scrisse in "(Lettera aperta agli artisti") e laboratori artigianali di Dresda: "Vogliamo ... creare arredi per le stanze... che non siano calcolati su apparenze vuote e non imitino quelli ricchi e magnifici con inadeguati significati in modo scorretto... Creiamo mobili progettati in modo tale che ogni elettrodomestico serva al meglio il suo scopo ed esprima il suo scopo nella sua forma."
Karl Schmidt nell'"Annuario del Deutscher Werkbund", Jena, 1912: "È notevole quanto sia difficile cogliere il semplice fatto, ovvero che la materia prima - e con essa, ovviamente, l'oggetto che se ne ricava - rimane più economico quando è buono ed elaborato coscienziosamente. Se trasformiamo il legno in mobili spazzatura... commettiamo un peccato contro un prodotto naturale. La terra produce solo materie prime in quantità limitate. Se consumiamo tanto materiale quanto la terra può crearne annualmente, avremo un prezzo normale moderato per i materiali; se potessimo crearne di meno, il prezzo cadrebbe a causa della forte offerta; ma se consumiamo di più, il prezzo aumenta in proporzione al consumo aggiuntivo. Non solo produciamo beni più costosi, ma viviamo anche a spese dei nostri figli e nipoti. È un peccato e una vergogna farlo."
Peter de Mendelssohn in Hellerau, mein unverlierbares Europa ("Hellerau, la mia Europa prigioniera") scrisse su Karl Schmidt: "In principio c'era un uomo di nome Schmidt. Se pensi che questo sia blasfemo, non hai bisogno di leggere oltre perché non capirai comunque di cosa si tratta. So, però, che è vero. Schmidt era un creatore. Senza di lui non ci sarebbe stato niente, assolutamente niente di ciò che viene raccontato qui."